# Перерославська волость
Перерославська волость, (Перерослівська) — історична адміністративно-територіальна одиниця Острозького повіту Волинської губернії Російської імперії. Волосний центр — село Переросле.

## Історія
Перерославська волость існувала у XIX — до 1923 року XX століття. До кінця 1920 року волость входила до складу Острозького повіту.
18 березня 1921 року, після підписання мирної угоди («Ризький мир») між РРФСР і УСРР, з одного боку, та Польщею — з другого, був прокладений новий державний кордон, який поділив Волинську губернію на дві частини — до Польщі відійшли 6 повітів губернії, а також 5 волостей Острозького повіту, інші дев'ять волостей, у тому числі Перерославська, відійшли до Заславського повіту УСРР.
7 березня 1923 року замість повітів і волостей був запроваджений поділ губерній на округи та райони. Волость увійшла до складу Плужнянського району, Шепетівської округи.
Зараз територія колишньої волості знаходиться в межах Білогірського і частково Ізяславського районів, Хмельницької області.

## Адміністративний устрій

### Дані на 1885 рік
Станом на 1885 рік волость складалася з 19 поселень: в тому числі 16 сільських громад. Населення — 6777 осіб (3368 чоловічої статі та 3409 — жіночої), 663 дворових господарств.
|                     | Площа, десятин | У тому числі орної, дес. |
| ------------------- | -------------- | ------------------------ |
| Сільських громад    | 7190           | 5813                     |
| Приватної власності | 8459           | 4671                     |
| Казенної власності  | —              | —                        |
| Іншої власності     | 381            | 261                      |
| Загалом             | 16030          | 10745                    |

Основні поселення волості:
- Переросле — колишнє державне поселення за 30 верст від повітового міста Острог, 477 осіб, 64 дворів, православна церква, школа, постоялий двір, вітряний млин.
- Велика Боровиця — колишнє власницьке село, 567 осіб, 66 дворів, православна церква, школа, постоялий двір, винокурний завод.
- Велика Радогощ — колишнє власницьке село, 461 особа, 47 дворів, православна церква, водяний млин.
- Гурщина — колишнє власницьке село, 144 особи, 13 дворів, водяний млин, шкіряний завод.
- Дзвінки — колишнє державне поселення, 198 осіб, 34 дворів, православна церква.
- Загірці — колишнє власницьке село, 240 осіб, 30 дворів, православна церква, водяний млин.
- Залужжя — колишнє власницьке село, 610 осіб, 93 дворів, католицька каплиця, школа, 2 постоялих двори.
- Коритне — колишнє власницьке село, 320 осіб, 36 дворів, православна церква, постоялий двір.
- Кур'янки — колишнє власницьке село, 163 осіб, 28 дворів, православна церква.
- Мала Боровиця (Боровичка) — колишнє власницьке село, 257 осіб, 24 дворів, каплиця, постоялий двір.
- Окніни — колишнє власницьке село, 265 осіб, 33 дворів, православна церква.
- Секержинці (Сокулинці) — колишнє власницьке село, 790 осіб, 70 дворів, православна церква, водяний млин, винокурний завод.
- Шимківці — колишнє власницьке село, 371 осіб, 44 дворів, православна церква, школа, постоялий двір.
- Юськівці — колишнє власницьке село, 312 осіб, 32 дворів, православна церква, постоялий двір.